# Campionati mondiali di nuoto in vasca corta 2022 - 50 metri dorso maschili
La gara dei 50 metri dorso maschili  dei campionati mondiali di nuoto in vasca corta 2022 si è svolta il 15 e 16 dicembre 2022. Al mattino del 15 dicembre si sono svolte le batterie e nella serata le semifinali, mentre la mattina del 16 dicembre si è svolto lo swim-off e nella serata la finale.

## Podio
| Pos.    | Atleta           | Nazione     |
| ------- | ---------------- | ----------- |
| Oro     | Ryan Murphy      | Stati Uniti |
| Argento | Isaac Cooper     | Australia   |
| Bronzo  | Kacper Stokowski | Polonia     |

## Record
Prima della manifestazione il record del mondo (RM) e il record dei campionati (RC) erano i seguenti.
|  | 22"22 | Florent Manaudou | 6 dicembre 2014 Doha |
|  | 22"22 | Florent Manaudou | 6 dicembre 2014 Doha |

Durante la competizione non sono stati migliorati record.

## Risultati

### Batterie
| Pos. | Batteria | Corsia | Atleta               | Nazionalità             | Tempo        | Note |
| ---- | -------- | ------ | -------------------- | ----------------------- | ------------ | ---- |
| 1    | 4        | 5      | Kacper Stokowski     | Polonia                 | 22"78        | Q    |
| 2    | 6        | 2      | Isaac Cooper         | Australia               | 22"79        | Q    |
| 3    | 5        | 3      | Pieter Coetze        | Sudafrica               | 23"01        | Q    |
| 4    | 5        | 4      | Dylan Carter         | Trinidad e Tobago       | 23"07        | Q    |
| 5    | 5        | 5      | Lorenzo Mora         | Italia                  | 23"09        | Q    |
| 6    | 4        | 3      | Javier Acevedo       | Canada                  | 23"10        | Q    |
| 7    | 3        | 8      | Andrei Anghel        | Romania                 | 23"12        | Q    |
| 8    | 6        | 5      | Apostolos Christou   | Grecia                  | 23"18        | Q    |
| 8    | 6        | 8      | Hunter Armstrong     | Stati Uniti             | 23"18        | Q    |
| 10   | 6        | 4      | Ryan Murphy          | Stati Uniti             | 23"22        | Q    |
| 11   | 4        | 6      | Ole Braunschweig     | Germania                | 23"25        | Q    |
| 11   | 6        | 3      | Takeshi Kawamoto     | Giappone                | 23"25        | Q    |
| 13   | 5        | 2      | Tomáš Franta         | Rep. Ceca               | 23"26        | Q    |
| 14   | 4        | 2      | Marek Ulrich         | Germania                | 23"28        | Q    |
| 15   | 3        | 2      | Ksawery Masiuk       | Polonia                 | 23"35        | Q    |
| 16   | 6        | 6      | Ryōsuke Irie         | Giappone                | 23"38        | Q    |
| 17   | 4        | 8      | Thierry Bollin       | Svizzera                | 23"48        |      |
| 18   | 5        | 8      | Cameron Gray         | Nuova Zelanda           | 23"49        |      |
| 19   | 5        | 7      | Simon Bucher         | Austria                 | 23"55        |      |
| 20   | 3        | 3      | Lamar Taylor         | Bahamas                 | 23"58        |      |
| 20   | 5        | 6      | Mewen Tomac          | Francia                 | 23"58        |      |
| 22   | 4        | 7      | Markus Lie           | Norvegia                | 23"65        |      |
| 23   | 2        | 2      | João Costa           | Portogallo              | 23"80        |      |
| 23   | 3        | 1      | Bradley Woodward     | Australia               | 23"80        |      |
| 25   | 4        | 1      | Ng Cheuk Yin         | Hong Kong               | 23"83        |      |
| 26   | 5        | 1      | Wang Gukailai        | Cina                    | 23"97        |      |
| 27   | 2        | 7      | Chuang Mu-lun        | Taipei cinese           | 24"15        |      |
| 28   | 3        | 5      | Charles Hockin       | Paraguay                | 24"29        |      |
| 28   | 6        | 1      | Rasim Oğulcan Gör    | Turchia                 | 24"29        |      |
| 30   | 2        | 4      | Maximillian Wilson   | Isole Vergini Americane | 24"31        |      |
| 31   | 3        | 6      | Jerard Jacinto       | Filippine               | 24"36        |      |
| 32   | 6        | 7      | Doruk Tekin          | Turchia                 | 24"63        |      |
| 33   | 2        | 1      | Ģirts Feldbergs      | Lettonia                | 24"67        |      |
| 34   | 3        | 7      | Armin Evert Lelle    | Estonia                 | 24"69        |      |
| 35   | 1        | 3      | Miguel Vásquez       | Guatemala               | 25"31        |      |
| 36   | 1        | 4      | Abdellah Ardjoune    | Algeria                 | 25"71        |      |
| 37   | 1        | 5      | Kokoro Frost         | Samoa                   | 26"18        |      |
| 38   | 1        | 6      | Alan Koti Lopeti Uhi | Tonga                   | 26"84        |      |
| 39   | 1        | 7      | Ayman Kelzi          | Siria                   | 27"19        |      |
| DSQ  | 2        | 6      | Meiron Cheruti       | Israele                 | Squalificato |      |
| DNS  | 1        | 2      | Sheku Kamara         | Sierra Leone            | Non partito  |      |
| DNS  | 2        | 3      | Akalanka Peiris      | Sri Lanka               | Non partito  |      |
| DNS  | 2        | 5      | Ziyad Saleem         | Sudan                   | Non partito  |      |
| DNS  | 2        | 8      | Yazan Al-Bawwab      | Palestina               | Non partito  |      |
| DNS  | 3        | 4      | Yeziel Morales       | Porto Rico              | Non partito  |      |
| DNS  | 4        | 4      | Robert Glință        | Romania                 | Non partito  |      |

### Semifinali
| Pos. | Batteria | Corsia | Atleta             | Nazionalità       | Tempo        | Note  |
| ---- | -------- | ------ | ------------------ | ----------------- | ------------ | ----- |
| 1    | 1        | 4      | Isaac Cooper       | Australia         | 22"52        | Q MJ  |
| 2    | 2        | 4      | Kacper Stokowski   | Polonia           | 22"74        | Q     |
| 2    | 1        | 2      | Ryan Murphy        | Stati Uniti       | 22"74        | Q     |
| 4    | 2        | 5      | Pieter Coetze      | Sudafrica         | 22"86        | Q     |
| 5    | 1        | 5      | Dylan Carter       | Trinidad e Tobago | 22"90        | Q     |
| 5    | 2        | 3      | Lorenzo Mora       | Italia            | 22"90        | Q     |
| 7    | 1        | 1      | Marek Ulrich       | Germania          | 23"03        | Q     |
| 8    | 1        | 3      | Javier Acevedo     | Canada            | 23"05        | QSO R |
| 8    | 1        | 6      | Apostolos Christou | Grecia            | 23"05        | QSO   |
| 8    | 2        | 2      | Hunter Armstrong   | Stati Uniti       | 23"05        | QSO   |
| 11   | 2        | 7      | Ole Braunschweig   | Germania          | 23"08        |       |
| 12   | 1        | 7      | Takeshi Kawamoto   | Giappone          | 23"19        |       |
| 13   | 2        | 8      | Ksawery Masiuk     | Polonia           | 23"29        |       |
| 14   | 1        | 8      | Ryōsuke Irie       | Giappone          | 23"49        |       |
| DSQ  | 2        | 1      | Tomáš Franta       | Rep. Ceca         | Squalificato |       |
| DSQ  | 2        | 6      | Andrei Anghel      | Romania           | Squalificato |       |

### Swim-off
| Pos. | Corsia | Atleta             | Nazionalità | Tempo | Note |
| ---- | ------ | ------------------ | ----------- | ----- | ---- |
| 1    | 4      | Apostolos Christou | Grecia      | 23"15 | Q    |
| 2    | 5      | Hunter Armstrong   | Stati Uniti | 23"30 |      |

### Finale
| Pos. | Corsia | Atleta             | Nazionalità       | Tempo | Note |
| ---- | ------ | ------------------ | ----------------- | ----- | ---- |
|      | 5      | Ryan Murphy        | Stati Uniti       | 22"64 |      |
|      | 4      | Isaac Cooper       | Australia         | 22"73 |      |
|      | 3      | Kacper Stokowski   | Polonia           | 22"74 | =    |
| 4    | 7      | Lorenzo Mora       | Italia            | 22"81 |      |
| 5    | 6      | Pieter Coetze      | Sudafrica         | 22"84 |      |
| 6    | 8      | Apostolos Christou | Grecia            | 23"10 |      |
| 6    | 2      | Dylan Carter       | Trinidad e Tobago | 23"12 |      |
| 8    | 1      | Marek Ulrich       | Germania          | 23"37 |      |